# ۱۲۵۲ (قمری)
۱۲۵۲ (قمری)، هزار و دویست و پنجاه و دومین سال در گاهشماری هجری قمری است. اول محرم این سال برابر با هجدهم آوریل سال ۱۸۳۶ میلادی است.

## وابسته
- خوارزم